# Dudelange-Centre vasútállomás
Dudelange-Centre vasútállomás Luxemburgban, Düdelingen településen található.

## Vasútvonalak
Az állomást az alábbi vasútvonalak érintik:
- Bettembourg–Volmerange-les-Mines-vasútvonal

## Kapcsolódó állomások
A vasútállomáshoz az alábbi állomások vannak a legközelebb:
- Dudelange-Usines vasútállomás (Gare de Volmerange-les-Mines, Bettembourg–Volmerange-les-Mines-vasútvonal)
- Dudelange-Ville vasútállomás (Bettembourg vasútállomás, Bettembourg–Volmerange-les-Mines-vasútvonal)